# Fäbodsjön (Hedesunda socken, Gästrikland)
Fäbodsjön är en sjö i Gävle kommun i Gästrikland och ingår i Dalälvens huvudavrinningsområde. Sjön har en area på 0,314 kvadratkilometer och ligger 77 meter över havet.

## Delavrinningsområde
Fäbodsjön ingår i det delavrinningsområde (669844-156648) som SMHI kallar för Mynnar i Bramsöfjärden. Medelhöjden är 68 meter över havet och ytan är 11,36 kvadratkilometer. Det finns inga avrinningsområden uppströms utan avrinningsområdet är högsta punkten. Vattendraget som avvattnar avrinningsområdet har biflödesordning 2, vilket innebär att vattnet flödar genom totalt 2 vattendrag innan det når havet efter 55 kilometer. Avrinningsområdet består mestadels av skog (62 procent) och jordbruk (16 procent). Avrinningsområdet har 0,32 kvadratkilometer vattenytor vilket ger det en sjöprocent på 2,8 procent. Bebyggelsen i området täcker en yta av 0,36 kvadratkilometer eller 3 procent av avrinningsområdet.